# Виллафранкский ярус
Виллафранкский ярус (серия, фр. Villafranchien, Étage villafranchien; виллафранк) — геологический ярус Северной Италии, относящийся к верхнему плиоцену и нижнему плейстоцену . Впервые выделен Лоренцо Парето в 1865 году в его статье Sur les subdivisions que l’on pourrait établier dans les terrains tertiairesde l’Appennin septentrional.
Название происходит от серии отложений, изученных в окрестностях итальянской коммуны Виллафранка д'Асти (Villafranca d’Asti) близ Турина.
Характеризуется содержащейся в отложениях фауной: последними мастодонтами (например, тетралофодон, или Tetralophodon arvernensis), сосуществующими с первыми слонами (южный слон, или Elephas meridionalis), и появлением в Европе примитивной лошади (лошадь Стенона, или Equus stenonis).
В 1948 году специальная комиссия Международного геологического конгресса, проходившего в Лондоне, рекомендовала установить границу между плиоценом и плейстоценом с помощью калабрийского и виллафранкского (как континентального аналога калабрийского) ярусов. Предлагалось включить калабрийский и виллафранкский ярус в нижний плейстоцен в качестве нижней границы. В дальнейшем (1983—1984), из-за несоответствия между двумя ярусами (в частности, наличие виллафранкской фауны в докалабрийское время) было решено не связывать виллафранк с границей плейстоцена. Неоднозначность формулировки границы эпох (в том числе использование яруса в её качестве с 1948 по 1983 годы) привела к сложностям в определении того, к какой же эпохе относится виллафранк.